# Batrachorhina approximata
Batrachorhina approximata är en skalbaggsart som beskrevs av Stefan von Breuning 1940. Batrachorhina approximata ingår i släktet Batrachorhina och familjen långhorningar.
Artens utbredningsområde är Kenya. Inga underarter finns listade.